# Plinovod
Plinovod je cevovod za pretakanje plinov, kot so zemeljski plin (metan), propan in drugi plini. 
Večina plinovodov se nahaja na kopnem, lahko so nadzemni ali podzemni, obstajajo pa tudi plinovodi, ki ležijo na morskem dnu. Plinovodi imajo premer do največ 1514 milimetrov. 
Cevovodni transport je en izmed najbolj ekonomičnih in energetsko učinkovitih, vendar je ekonomičen le, če gre za velike količine transportiranega materiala. Transportiranje zemeljskega plina po plinovodu, je bolj energetsko učinkovito kot prevoz utekočinjega zemeljskega plina z LNG tankerji ali pa stisnjenega plina z vlakom.

## Plinovodi glede na tlak
- Nizkotlačni - do 5 kPa
- Srednje tlačni od 5 kPa do 0,4 MPa
- Visokotlačni – od 0,4 MPa do 4 MPa
- Zelovisokotlačni - nad 4 MPa

Najdaljši plinovod na svetu je Jamal, ki vodi od Sibirije do porabnikov v Nemčiji, dolžina je 4196 kilometrov.